# Jaysean Paige
Jaysean Paige (Jamestown, 30 luglio 1994) è un cestista statunitense con cittadinanza portoricana.